# Battlefield Play4Free
Battlefield Play4Free – dawna sieciowa gra komputerowa first-person shooter typu free-to-play wyprodukowana przez studio Digital Illusions CE oraz EAsy Studios, dostępna w latach 2011-2015. Bazowała na serii gier Battlefield. Zbudowana była na zmodyfikowanej wersji silnika Refractor znanego z gry Battlefield 2, który został przebudowany tak, by obsługiwał grafikę w wysokiej rozdzielczości i efekty post-processing. Gra była dostępna dla graczy za darmo, płatne elementy gry jak wyposażenie i ulepszenia były opcjonalne, sprzedawane w systemie mikropłatności. 4 kwietnia 2011 roku rozpoczęto fazę testów otwartej wersji beta gry.
15 kwietnia 2015 producent poinformował, że serwery gry zostaną wyłączone 14 lipca tego samego roku.

## Rozgrywka
Gra zawierała elementy z poprzednich produkcji studia DICE – Battlefield 2 oraz Battlefield: Bad Company 2. W grze występował system awansów, sklep oraz system dostosowywania rozgrywki (zmiana koloru skóry, uczesania itp.) podobny do tego, jaki zastosowano w grze Battlefield Heroes. Gracze byli przydzielani do wojsk Federacji Rosyjskiej lub Stanów Zjednoczonych i walczyli ze sobą na mapach, pozwalających na jednoczesną grę do 32 graczy. Wybór strony konfliktu był automatyczny, aby obie drużyny były zbilansowane pod względem liczebności. Co rundę drużyny zmieniają się stronami, przez co gracz nie miał możliwości występować tylko po stronie wojsk amerykańskich lub rosyjskich.
Mapy w grze Battlefield Play4Free były głównie uaktualnionymi wersjami map znanych z gry Battlefield 2. Gracze otrzymali dostęp do 16 pojazdów takich jak śmigłowce szturmowy, transportowy i zwiadowczy, samoloty myśliwskie, czołgi, transportery opancerzone, samochody i łodzie, zależnie od rodzaju mapy. Każda ze stron miła dostęp do pojazdów o takich samych lub zbilansowanych cechach (wytrzymałość pancerza, zadawane obrażenia, prędkość, ładowność). Brak było pojazdu przeciwlotniczego, dostępne były natomiast wyrzutnie pocisków przeciwpancernych i przeciwlotniczych. W grze występował system klas postaci. Gracze mogli wybierać wśród czterech typów jednostek: 
- szturmowiec (assault) – wyposażony jest w karabin szturmowy, granaty dymne, ładunki wybuchowe C4, a dodatkowo jest w stanie zaopatrywać członków drużyny w skrzynie z amunicją;
- medyk (medic) – wyposażony jest w ręczny karabin maszynowy, a ponadto może on leczyć i reanimować członków drużyny;
- mechanik (engineer) – wyposażony jest w pistolet maszynowy, miny przeciwpancerne oraz granatnik przeciwpancerny i ma możliwość naprawiania pojazdów;
- zwiadowca (recon) – wyposażony jest w karabin wyborowy, detektor ruchu, dzięki któremu przekazuje informacje o pozycjach wroga oraz w miny Claymore, służące do zastawiania pułapek na wrogich żołnierzy; może on również wezwać ostrzał moździerzowy;

Każda z klas jest w stanie używać strzelb oraz strzałek naprowadzających, podobnie jak w grze Battlefield: Bad Company 2. Inne dostępne dla wszystkich gadżety to m.in. granaty, bandaże, zastrzyki adrenaliny, skan satelitarny.
Gracz za każdą akcję, tj. zdobycie flagi, zabicie przeciwnika, asysta przy zabiciu, zniszczenie wrogiego pojazdu itp. otrzymywał punkty doświadczenia, dzięki którym zdobywał kolejne poziomy doświadczenia (maksymalnie 30 poziomów). Każdy kolejny poziom odblokowywał dostęp do nowych modeli uzbrojenia strzeleckiego i wyposażenia oraz przydziela jeden dodatkowy punkt treningu. Punkty treningu odblokowują dodatkowe zdolności bojowe (np. szybszy sprint), umiejętności w posługiwaniu się pojazdami (np. uzbrojenie transportera w kierowany pocisk TOW) lub wyposażają postać w gadżety zarezerwowane dla jego klasy (np. miny przeciwpancerne). Dla przykładu gracz bez punktów treningu nie może pilotować śmigłowca, dopiero po przypisaniu 12 punktów, do ścieżki rozwoju doświadczenia w posługiwaniu się wyposażeniem, może odblokować wszystkie możliwości śmigłowca szturmowego, w tym pociski przeciwpancerne, flary przeciwdziałające pociskom przeciwlotniczym i system identyfikacji swój-obcy. Przydział punktów treningu mógł być dowolnie modyfikowany poprzez ich resetowanie i ponowne rozdzielenie. W grze nieaktywny był tryb "friendly fire", przez co ostrzał sojuszników nie zadawał im obrażeń.
Rozgrywka na wszystkich mapach toczy się w trybie Assault, tzn. obie drużyny zaczynają rundę mając po 0 punktów. Wygrywa pierwsza, która pierwsza uzbiera 1000 punktów poprzez dłuższe kontrolowanie liczby "flag". Punkty Credits (oznaczane srebrną monetą "C") można było wymienić na nowe typy broni (jeżeli zostały one odblokowana). Drugim typem wirtualnej waluty (czyt. cyfrowe uprawnienia) w BFP4F są Play4Free Funds (oznaczone złotą monetą "F"), które gracz mógł zakupić za gotówkę. Funds pozwalały na zakup większości dostępnych w grze przedmiotów - oprócz broni były to także dodatki tj. lufa, magazynek, kolba i celownik, w znaczący sposób poprawiające parametry broni oraz ubiór gracza i inne. Przed wprowadzeniem do gry dodatków do broni (1 grudnia 2011) w sprzedaży była dostępna broń o lepszych parametrach zwana "Elite". Po jej wycofaniu gracze, którzy ją zakupili otrzymali w ramach rekompensaty broń "+3" o zwiększonym magazynku i obrażeniach.
W 2012 roku uruchomiono dla map "Sharqi" oraz "Karkand" tryb "Rush" (Gorączka). 29 maja 2013 roku udostępniono rush dla mapy "Dalian", 6 marca 2014 wydana została wersja dla mapy Basra, a 26 listopada 2014 roku tryb rush był również dostępny na mapie "Dragon Valley". Od 2015 roku ostatnią mapą jaka doczekała się trybu rush był Oman. Tryb Gorączki korzystał z powiększonej mapy i dzieli strony na obrońców, którzy w trakcie jednej rundy w czterech (lub trzech) turach bronią przekaźników A i B (tzw. "MCOM") oraz atakujących, którzy mają łączną pulę żyć ograniczoną do 100 i przed jej wykorzystaniem muszą je uzbroić (obrońcy mogą je rozbrajać), w celu zdetonowania obu punktów. Obrońcy zwyciężają, gdy w tej samej turze 100 razy zabiją przeciwników, atakujący wygrywają po wysadzeniu wszystkich przekaźników.